# Distretto di Katō
Il distretto di Katō (河東郡?) è uno dei distretti della Sottoprefettura di Tokachi, Hokkaidō, in Giappone.
Attualmente comprende il solo comune di Kamishihoro, Otofuke, Shihoro e Shikaoi.